# L'amore attraverso i secoli
L'amore attraverso i secoli (Le plus vieux métier du monde) è un film del 1967 composto da sei episodi, ognuno diretto da un diverso regista: Claude Autant-Lara, Mauro Bolognini, Philippe de Broca, Jean-Luc Godard, Franco Indovina e Michel Pfeghaar. È una coproduzione italo-franco-tedesca girata in stile documentario "Mondo movie". Più che all'amore, come sembra suggerire il titolo italiano, il film è dedicato alla prostituzione, a partire dalla preistoria per finire al futuro: il titolo originale francese è infatti Le plus vieux métier du monde, "il mestiere più vecchio del mondo".

## Trama

### L'età della pietra
Al tempo della preistoria, la bella Brit è attratta da un giovane che però la ignora. Con l'aiuto di Prac, che inventa per lei il trucco femminile con i colori naturali delle pitture preistoriche, Brit scopre le nuove arti della seduzione: i risultati non tardano a realizzarsi, e non solo con Prac.

### Notti romane
Annoiato dalla routine familiare con la moglie Domitilla, l'imperatore Flaiano si reca di nascosto in un postribolo, dove scopre che la costosissima prostituta orientale che attira la sua libidine non è altri che sua moglie Domitilla.

### La ghigliottina
Durante la rivoluzione francese, Mimi fa la prostituta in un appartamento che dà sulla piazza della ghigliottina. Arriva un giovane cliente senza soldi, Philibert, che non viene respinto perché Mimi scopre che il condannato decapitato in piazza è il suo vecchio, ricco zio di cui egli è l'unico erede.

### La Belle Époque
La giovane e bella prostituta Nini, riesce a convincere il suo cliente, un vecchio e ricco banchiere, facendogli credere di essersi fatta conquistare per amore, folgorata dal suo irresistibile charme.

### Oggi
A Parigi, due giovani prostitute per sfuggire al controllo della buoncostume agganciano i clienti andando in giro in automobile; quando passano a usare un'ambulanza, la polizia le favorisce facendo strada attraverso il traffico.

### L'amore nel 2000
Nel futuro, il passeggero John Dimitrios arriva con il superjet France-Inter in un aeroporto terrestre dalla Stazione orbitale 12. Un semplice controllo immigrazione accerta la sua "carenza di attività sessuale", a cui deve subito rimediare nell'albergo dell'aeroporto. Gli viene presentata una professionista, Marlène, specialista nell'amore fisico, ma la donna lo lascia indifferente perché non è previsto che parli durante la prestazione.
Arriva in camera una seconda prostituta, Eléonore, specializzata nell'amore romantico, che però non si spoglia e non è capace di gesti erotici. Il suo modo di eccitare il cliente consiste nel recitare il Cantico dei Cantici. Dimitrios deve cercare di "ricomporre" questi due aspetti, e ci riesce baciando Eléonore sulla bocca. Il gesto erotico e il linguaggio sono così fusi e l'immagine acquista il pieno colore dell'Eastmancolor sul sorriso di Eléonor.

## Produzione

### L'amore nel 2000
Il film alterna periodicamente sequenze virate in colori e effetti diversi (rosso, giallo, blu, negativo, sovraesposizione) preannunciati dal commento di fondo di una voce fuori campo che recita: colore cinese, colore europeo, colore sovietico, e che aumenta il contrasto con l'effetto a colore pieno del finale. Questa versione director's cut di Godard viene proiettata il 5 luglio 1967 allo studio Gît-le-Cœur e al festival di Hyères, ma sarà poi modificata dalla produzione per la distribuzione in sala: invece di effetti e colori diversi, le copie disponibili oggi presentano una monocromia in scala di grigio che rende incomprensibile il commento sonoro.
Il film viene girato tra fine settembre e inizio ottobre 1966 in un hotel dell'aeroporto di Orly, e l'idea piace molto al regista; le riprese durano quattro giorni.
Questa è l'ultima volta che il regista Jean-Luc Godard gira con l'attrice ed ex moglie Anna Karina.
(Alain Bergala)

## Accoglienza

### Critica
Il frammento di Godard è il più interessante, non tanto per l'ipotesi già in quegli anni corrente di un domani senza emozioni, quanto per l'ambientazione e la fotografia di una Parigi contemporanea trasformata in metropoli futuribile.»
(Fantafilm)